# Radiowa lista przebojów Programu I
Radiowa lista przebojów Programu I – polska radiowa lista przebojów, emitowana na antenie Programu I Polskiego Radia w latach siedemdziesiątych (prowadził Piotr Kaczkowski) i  osiemdziesiątych XX w.
Lista z nowym prowadzącym powróciła  w PR1 2 kwietnia 1982 roku. Autorem i prowadzącym był Bogdan Fabiański, dziennikarz Programu II PR. Dzieliła się na dwie części: polską i zagraniczną. W pierwszym notowaniu zarówno w części polskiej, jak i zagranicznej znajdowało się 10 utworów. Od notowania 2. listę tworzyło 15 przebojów polskich i 15 światowych. Od początku lipca 1983 zestawienie składało się ponownie z 10 polskich i 10 zagranicznych piosenek. Taka formuła obowiązywała do końca marca 1985.
W tamtym okresie największymi przebojami na liście okazywały się nagrania spod znaku rocka i modnej wówczas nowej fali (choć ogólnie była bardziej popowa w porównaniu z Listą przebojów Programu Trzeciego).
W kwietniu 1985, po 156 notowaniach, lista przekształciła się w Radiową piosenkę tygodnia. Wówczas zestawienie tworzyło 15 (a później 10) już tylko polskich utworów. Zmianie uległ także repertuar – rockowe utwory straciły na popularności, a na liście zaczęła dominować tzw. „muzyka środka”.

## Wybrane notowania
| Notowanie 1. (2 kwietnia 1982) | Notowanie 1. (2 kwietnia 1982) | Notowanie 1. (2 kwietnia 1982)            |
| Polska                         | Polska                         | Polska                                    |
| #                              | Wykonawca                      | Tytuł                                     |
| ------------------------------ | ------------------------------ | ----------------------------------------- |
| 1                              | 2 plus 1                       | „Kalkuta nocą”                            |
| 2                              | Perfect                        | „Pepe wróć”                               |
| 3                              | Chorus                         | „Coraz dalej nam do siebie”               |
| 4                              | Maanam                         | „O! nie rób tyle hałasu”                  |
| 5                              | Kombi                          | „Królowie życia”                          |
| 6                              | Budka Suflera                  | „Teraz rób co chcesz”                     |
| 7                              | Cytrus                         | „Bonzo”                                   |
| 8                              | Perfect                        | „Opanuj się”                              |
| 9                              | Renata Danel                   | „Mężczyzna z mojego biura”                |
| 10                             | Maanam                         | „Cykady na Cykladach”                     |
| Świat                          |                                |                                           |
| #                              | Wykonawca                      | Tytuł                                     |
| 1                              | Bucks Fizz                     | „The Land of Make Believe”                |
| 2                              | Electric Light Orchestra       | „Jullie Don't Live Here”                  |
| 3                              | Lindsey Buckingham             | „Trouble”                                 |
| 4                              | AC/DC                          | „Let's Get It Up”                         |
| 5                              | Hall & Oates                   | „I Can't Go for That (No Can Do)”         |
| 6                              | OMD                            | „Maid of Orleans (The Waltz Joan of Arc)” |
| 7                              | Shakin’ Stevens                | „Oh Julie”                                |
| 8                              | Soft Cell                      | „Say Hello, Wave Goodbye”                 |
| 9                              | Aldo Nova                      | „Fantasy”                                 |
| 10                             | Quater Flash                   | „Harden My Heart”                         |

| Notowanie 13. (25 czerwca 1982) | Notowanie 13. (25 czerwca 1982) | Notowanie 13. (25 czerwca 1982) |
| Polska                          | Polska                          | Polska                          |
| #                               | Wykonawca                       | Tytuł                           |
| ------------------------------- | ------------------------------- | ------------------------------- |
| 1                               | Izabela Trojanowska             | „Brylanty”                      |
| 2                               | 2 plus 1                        | „Nic nie boli”                  |
| 3                               | Stalowy Bagaż                   | „Po co tu przychodzisz”         |
| 4                               | Lombard                         | „Wielki grzech”                 |
| 5                               | Bajm                            | „W drodze do jej serca”         |
| 6                               | Krzysztof Krawczyk              | „Piłka w grze”                  |
| 7                               | Krzysztof Cugowski i Cross      | „Okna zamknięte na głucho”      |
| 8                               | Anna Jantar                     | „Do żony wróć”                  |
| 9                               | Grażyna Łobaszewska             | „Babskie sentymenty”            |
| 10                              | Exodus                          | „Czy będzie znów szósty dzień”  |
| 11                              | Bank                            | „Zmienisz świat, tak musi być”  |
| 12                              | Martyna Jakubowicz              | „Kłopoty to jej specjalność”    |
| 13                              | Irena Jarocka                   | „Temat na życie”                |
| 14                              | Republika                       | „Kombinat”                      |
| 14                              | Renata Danel                    | „Mały będziesz kimś”            |
| 15                              | Andrzej Zaucha                  | „Jak na lotni”                  |
| Świat                           |                                 |                                 |
| #                               | Wykonawca                       | Tytuł                           |
| 1                               | Mike Oldfield                   | „Five Miles Out”                |
| 2                               | Bucks Fizz                      | „Easy Love”                     |
| 3                               | Queen                           | „Body Language”                 |
| 4                               | Haircut 100                     | „Love Plus One”                 |
| 5                               | Yazoo                           | „Only You”                      |
| 6                               | Hot Chocolate                   | „Girl Crazy”                    |
| 7                               | Talk Talk                       | „Talk Talk”                     |
| 8                               | Secret Service                  | „Flash in the Night”            |
| 9                               | Al Bano & Romina Power          | „Felicità”                      |
| 10                              | Kim Wilde                       | „View from a Bridge”            |
| 10                              | Shakatak                        | „Nightbirds”                    |
| 11                              | Third World                     | „Try Jah Love”                  |
| 12                              | T.C. Matic                      | „O La La La”                    |
| 13                              | Claudia Mori & Adriano          | „Non Succedera Piú”             |
| 14                              | Imagination                     | „Just an Illusion”              |
| 15                              | Classix Nouveaux                | „Is It a Dream”                 |

| Notowanie 125. (25 sierpnia 1984) | Notowanie 125. (25 sierpnia 1984) | Notowanie 125. (25 sierpnia 1984) |
| Polska                            | Polska                            | Polska                            |
| #                                 | Wykonawca                         | Tytuł                             |
| --------------------------------- | --------------------------------- | --------------------------------- |
| 1                                 | Lady Pank                         | „To jest tylko rock and roll”     |
| 2                                 | Ryszard Poznakowski               | „I ty któregoś dnia”              |
| 3                                 | 2 plus 1                          | „Wielki mały człowiek”            |
| 4                                 | Universe                          | „Ty masz to czego nie mam ja”     |
| 5                                 | Urszula                           | „Podwórkowa kalkomania”           |
| 6                                 | Krystyna Prońko                   | „Moja wielka chwila”              |
| 7                                 | Aleksander Nowacki                | „Koncert na piętnaście świec”     |
| 8                                 | Lombard                           | „Plaża fok”                       |
| 9                                 | Kapitan Nemo                      | „Twoja Lorelei”                   |
| 9                                 | Trzeci Oddech Kaczuchy            | „Kaśka z Hajnówki”                |
| 10                                | Krystyna Giżowska                 | „Blue Box”                        |
| Świat                             |                                   |                                   |
| #                                 | Wykonawca                         | Tytuł                             |
| 1                                 | Chris de Burgh                    | „Man on the Line”                 |
| 2                                 | The Human League                  | „Life on Your Own”                |
| 3                                 | Chris Rea                         | „Touche d’Amour”                  |
| 4                                 | Grace Slick                       | „Through the Window”              |
| 5                                 | Real Life                         | „Catch Me I'm Falling”            |
| 6                                 | Blancmange                        | „The Day Before You Came”         |
| 7                                 | Jeff Lynne                        | „Video”                           |
| 8                                 | Lionel Richie                     | „Stuck on You”                    |
| 9                                 | Rod Stewart                       | „Some Guys Have All the Luck”     |
| 10                                | OMD                               | „Julia’s Song”                    |
| 10                                | Boney M                           | „Living Like a Moviestar”         |

| Notowanie 142. (22 grudnia 1984) | Notowanie 142. (22 grudnia 1984) | Notowanie 142. (22 grudnia 1984)  |
| Polska                           | Polska                           | Polska                            |
| #                                | Wykonawca                        | Tytuł                             |
| -------------------------------- | -------------------------------- | --------------------------------- |
| 1                                | Aya RL                           | „Księżycowy krok”                 |
| 2                                | Shakin’ Dudi                     | „Au sza la la la”                 |
| 3                                | Budka Suflera                    | „Lot nad bocianim gniazdem”       |
| 4                                | Marek Biliński                   | „Porachunki z bliźniakami”        |
| 5                                | Klincz                           | „Plamy na słońcu”                 |
| 6                                | Bolter                           | „Jak uwierzyć”                    |
| 7                                | Urszula                          | „Wielki odlot”                    |
| 8                                | Lady Pank                        | „Czas na mały blues”              |
| 9                                | Maanam                           | „Lucciola”                        |
| 10                               | Rezerwat                         | „Kuszący wir”                     |
| 10                               | Piotr Fronczewski                | „Chłopcy z naszej ulicy”          |
| Świat                            |                                  |                                   |
| #                                | Wykonawca                        | Tytuł                             |
| 1                                | Queen                            | „Thank God It’s Christmas”        |
| 2                                | Frankie Goes to Hollywood        | „The Power of Love”               |
| 3                                | Hall & Oates                     | „Out of Touch”                    |
| 4                                | Nik Kershaw                      | „The Riddle”                      |
| 5                                | Murray Head                      | „One Night in Bangkok”            |
| 6                                | Shakin’ Stevens                  | „Teardrops”                       |
| 7                                | Eurythmics                       | „Sexcrime (Nineteen Eighty-Four)” |
| 8                                | Wham!                            | „Last Christmas”                  |
| 9                                | Lionel Richie                    | „Penny Lover”                     |
| 10                               | Julian Lennon                    | „Valotte”                         |
| 10                               | Alvin Stardust                   | „I Won't Run Away”                |

| Notowanie 156. (30 marca 1985) | Notowanie 156. (30 marca 1985)  | Notowanie 156. (30 marca 1985)      |
| Polska                         | Polska                          | Polska                              |
| #                              | Wykonawca                       | Tytuł                               |
| ------------------------------ | ------------------------------- | ----------------------------------- |
| 1                              | Krzysiek i Rysiek               | „Pro-test Song”                     |
| 2                              | Mad Money                       | „Na twojej orbicie”                 |
| 3                              | 2 plus 1                        | „Video”                             |
| 4                              | Lady Pank                       | „Sztuka latania”                    |
| 5                              | Majka Jeżowska                  | „Papierowy Man”                     |
| 6                              | Edyta Geppert                   | „Jaka róża, taki cierń”             |
| 7                              | Shakin’ Dudi                    | „Opakowanie pierwsza klasa”         |
| 8                              | Urszula                         | „Wołam znów przez sen”              |
| 9                              | Urszula Sipińska                | „Moje, twoje, moje”                 |
| 10                             | Klincz                          | „Jak lodu bryła”                    |
| 10                             | Maryla Rodowicz                 | „Czas upływa, lat przybywa”         |
| Świat                          |                                 |                                     |
| #                              | Wykonawca                       | Tytuł                               |
| 1                              | David Bowie & Pat Metheny Group | „This Is Not America”               |
| 2                              | Elton John                      | „In Neon”                           |
| 3                              | Opus                            | „Live Is Life”                      |
| 4                              | Shakin’ Stevens                 | „Breaking Up My Heart”              |
| 5                              | Yello                           | „Vicious Games”                     |
| 6                              | Dead or Alive                   | „You Spin Me Round (Like a Record)” |
| 7                              | Paul Young                      | „Everytime You Go Away”             |
| 8                              | Nik Kershaw                     | „Wide Boy”                          |
| 9                              | Phil Collins                    | „One More Night”                    |
| 10                             | The Stranglers                  | „North Winds Blowing”               |
| 10                             | Julian Lennon                   | „Jesse”                             |